# GameFAQs
GameFAQs je primárně anglickojazyčný server zaměřený na počítačové a konzolové hry a především na poskytování návodů, tipů, cheatů a odpovědí na často kladené otázky k nim. Server vznikl již v roce 1995 a od roku 2003 jej vlastní společnost CNET Networks. Dle serveru Alexa byl GameFAQs přibližně stým nejnavštěvovanějším severem ve Spojených státech. V červnu 2015 byl až na 503. místě. Obsah je tvořen dobrovolníky a jejich příspěvky jsou před publikovány schvalovány správci.